# Bonnetia multinervia
Espèce
Synonymes
- Neogleasonia multinervia Maguire[1]

Statut de conservation UICN

 VU D2 : Vulnérable
Bonnetia multinervia est une espèce de plantes à fleurs de la famille des Bonnetiaceae.

## Publication originale
- Annals of the Missouri Botanical Garden 71: 330. 1984.